# Kerstin Lundh
Kerstin B. Lundh (Uppsala, 22 maggio 1957) è un'ex cestista svedese.

## Carriera
Con la Svezia ha disputato i Campionati europei del 1978.